# Emmanuel Breuillard
Emmanuel Francois Breuillard (* 25. Juni 1977 in Poitiers) ist ein französischer Mathematiker, der sich mit Gruppen und Kombinatorik befasst.

## Leben
Breuillard studierte an der École normale supérieure (ENS) in Paris, der University of Cambridge und der Yale University, wo er 2004 bei Gregori Alexandrowitsch Margulis promoviert wurde (Equidistribution of Random Walks on Nilpotent Lie Groups and Homogeneous Spaces). Er war Professor an der Universität Paris-Süd, stand 2024 ist er Professor an der University of Oxford.
Seine Forschungsgebiete sind Lie-Gruppen und deren diskrete Untergruppen, arithmetische Gruppen, Geometrie und harmonische Analysis auf Gruppen, Kombinatorik, Ergodentheorie und Zufallspfade auf Gruppen.
2012 erhielt er den EMS-Preis. In der Laudatio wurden seine tiefliegenden Resultate in der asymptotischen Gruppentheorie hervorgehoben, insbesondere seine verschärfte Version der Tits-Alternative für lineare Gruppen und seine Untersuchung von approximate groups (wörtlich genäherten Gruppen, einer Verallgemeinerung des Untergruppen-Konzepts in der Kombinatorik), mit einem Bündel unterschiedlichster Methoden, die in Kombinatorik, Gruppentheorie, Zahlentheorie und darüber hinaus einflussreich waren. Er arbeitete unter anderem mit Terence Tao und Ben Green zusammen.
2014 war er Eingeladener Sprecher auf dem ICM in Seoul (Diophantine geometry and uniform growth of finite and infinite groups).
Zum Wintersemester 2015/2016 wechselte er an die Universität Münster. 2017 wurde er zum Sadlerian Professor of Pure Mathematics an der Universität Cambridge gewählt. 2021 wurde Breuillard in die Academia Europaea gewählt, 2024 zum Mitglied der Royal Society. Ebenfalls 2024 erhielt Breuillard den Fröhlich-Preis der London Mathematical Society.

## Schriften (Auswahl)
- Mit Tsachik Gelander: On dense free subgroups of Lie groups. In: J. Algebra, 261 (2003), no. 2, S. 448–467, arxiv:math/0206236.
- Mit Tsachik Gelander: A topological Tits alternative. In: Ann. of Math., (2) 166, 2007, no. 2, S. 427–474, arxiv:math/0403043v1.
- Mit Tsachik Gelander: Uniform independence in linear groups. In: Invent. Math., 173 (2008), no. 2, S. 225–263, arxiv:math/0611829v1.
- Mit Ben Green, Terence Tao: Approximate subgroups of linear groups. In: Geom. Funct. Anal., 21, 2011, no. 4, S. 774–819, arxiv:1005.1881v1.
- A height gap theorem for finite subsets of {\displaystyle GL_{d}({\overline {Q}})} and nonamenable subgroups. In: Ann. of Math., (2) 174, 2011, no. 2, S. 1057–1110. arxiv:0804.1391v2.
- Mit Ben Green, Terence Tao: The structure of approximate groups. In: Publ. Math. Inst. Hautes Études Sci., 116, 2012, S. 115–221, arxiv:1110.5008v2.
- Mit Mehrdad Kalantar, Matthew Kennedy, Narutaka Ozawa: C*-simplicity and the unique trace property for discrete groups. In: Publ. Math. Inst. Hautes Études Sci., 126, 2017, S. 35–71.